# 3282 Спенсер Џоунс
3282 Spencer Jones је астероид главног астероидног појаса са средњом удаљеношћу од Сунца која износи 2,189 астрономских јединица (АЈ).
Апсолутна магнитуда астероида је 13,3.